# Élections sénatoriales de 2017 dans la Marne
Les élections sénatoriales dans la Marne ont lieu le dimanche 24 septembre 2017. Elles ont pour but d'élire les sénateurs représentant le département au Sénat pour un mandat de six années.

## Contexte départemental
Lors des élections sénatoriales de 2011 dans la Marne, trois sénateurs ont été élus : un UMP, René-Paul Savary, et deux AC, Yves Détraigne et Françoise Férat.
Depuis, tous les effectifs du collège électoral des grands électeurs ont été renouvelés, avec les élections législatives françaises de 2017, les élections régionales françaises de 2015, les élections départementales françaises de 2015 et les élections municipales françaises de 2014.

## Sénateurs sortants
| Sénateur | Sénateur         | Parti | Fonctions lors de l'élection en 2011                       |
| -------- | ---------------- | ----- | ---------------------------------------------------------- |
|          | Yves Détraigne   | UDI   | Sénateur sortant, maire de Witry-lès-Reims                 |
|          | Françoise Férat  | UDI   | Sénatrice sortante, conseillère générale, maire de Cuchery |
|          | René-Paul Savary | LR    | Président du conseil général                               |

## Présentation des listes et des candidats
Les nouveaux représentants sont élus pour une législature de 6 ans au suffrage universel indirect par les 1 537 grands électeurs du département. Dans la Marne, les sénateurs sont élus au scrutin proportionnel plurinominal. Leur nombre reste inchangé, trois sénateurs sont à élire et cinq candidats doivent être présentés sur la liste pour qu'elle soit validée. Chaque liste de candidats est obligatoirement paritaire et alterne entre les hommes et les femmes. Plusieurs listes seront déposées dans le département. Elles sont présentées ici dans l'ordre de leur dépôt à la préfecture et comportent l'intitulé figurant aux dossiers de candidature.
Les listes présentées ne sont pas les listes officielles et sont susceptibles d'être modifiées jusqu'au dépôt définitif et officiel des listes.

### La République en marche
| N° | Candidats | Candidats       | Parti | Principale fonction        |
| -- | --------- | --------------- | ----- | -------------------------- |
| 01 |           | Yann Velly      | DVD   |                            |
| 02 |           | Patricia Gruson | LREM  |                            |
| 03 |           | René Mautrait   | DVD   | Maire de Le Meix-Tiercelin |
| 04 |           | Valérie Chaumet | DVD   | Maire de Sept-Saulx        |
| 05 |           | Romain Lefevre  | DVD   |                            |

### Union pour la Marne (Union de la droite et du centre)
| N° | Candidats | Candidats        | Parti | Principale fonction                                              |
| -- | --------- | ---------------- | ----- | ---------------------------------------------------------------- |
| 01 |           | René-Paul Savary | LR    | Sénateur sortant, président du conseil départemental             |
| 02 |           | Françoise Férat  | UDI   | Sénatrice sortante, conseillère départementale                   |
| 03 |           | Yves Détraigne   | UDI   | Sénateur sortant, maire de Witry-lès-Reims                       |
| 04 |           | Martine Lizola   | LR    | Conseillère régionale, adjointe au maire de Châlons-en-Champagne |
| 05 |           | Julien Valentin  | LR    | Conseiller municipal de Dampierre-sur-Moivre                     |

### Divers droite
| N° | Candidats | Candidats             | Parti | Principale fonction                                     |
| -- | --------- | --------------------- | ----- | ------------------------------------------------------- |
| 01 |           | Pascal Desautels      | UDI   | Conseiller départemental, maire d'Oger                  |
| 02 |           | Annie Coulon          | DVD   | Conseillère départementale, adjointe au maire d'Anglure |
| 03 |           | Cédric Chevalier      | UDI   | Maire de Saint-Léonard                                  |
| 04 |           | Florence Loiselet     | DVD   | Conseillère départementale, maire de Favresse           |
| 05 |           | Christophe Guillement | UDI   | Adjoint au maire de Châlons-en-Champagne                |

### La gauche du progrès social pour tous les territoires (Parti socialiste)
| N° | Candidats | Candidats          | Parti | Principale fonction       |
| -- | --------- | ------------------ | ----- | ------------------------- |
| 01 |           | Nathalie Malmberg  | PS    | Secrétaire fédérale du PS |
| 02 |           | Maxime Girardin    | PS    |                           |
| 03 |           | Patricia Grain     | PS    |                           |
| 04 |           | Damien Landini     | PS    |                           |
| 05 |           | Anne-Marie Vaucoux | PS    |                           |

### Bleu marine pour la défense de nos communes et de nos départements (Front national)
| N° | Candidats | Candidats      | Parti | Principale fonction   |
| -- | --------- | -------------- | ----- | --------------------- |
| 01 |           | Cindy Demange  | FN    | Conseillère régionale |
| 02 |           | Thierry Besson | FN    | Conseiller régional   |
| 03 |           | Céline Stephan | FN    |                       |
| 04 |           | Thomas Adnot   | FN    |                       |
| 05 |           | Yannick Martin | FN    |                       |

### Défendons nos communes (Parti communiste français)
| N° | Candidats | Candidats             | Parti | Principale fonction                            |
| -- | --------- | --------------------- | ----- | ---------------------------------------------- |
| 01 |           | James Pelle           | PCF   | Conseiller municipal de Tinqueux               |
| 02 |           | Nicole Bourgeois      | PCF   |                                                |
| 03 |           | Jean-Claude Guérineau | PCF   | Conseiller municipal de Damery                 |
| 04 |           | Laurence Patis        | PCF   | Présidente de la coopérative viticole d'Œuilly |
| 05 |           | Pierre Martinet       | PCF   | Maire de Mardeuil                              |

## Résultats
| Tête de liste                                                      | Tête de liste            | Liste                         | Voix  | %     | Élus |
| ------------------------------------------------------------------ | ------------------------ | ----------------------------- | ----- | ----- | ---- |
|                                                                    | René-Paul Savary         | Union de la droite (LR - UDI) | 836   | 54,18 | 3    |
| Union pour la Marne                                                |                          |                               | 836   | 54,18 | 3    |
|                                                                    | Yann Velly               | La République en marche       | 275   | 17,82 | 0    |
| Ensemble, choisissons d'avancer                                    |                          |                               | 275   | 17,82 | 0    |
|                                                                    | Pascal Desautels         | Divers droite (UDI)           | 169   | 10,95 | 0    |
| Une nouvelle dynamique pour la Marne                               |                          |                               | 169   | 10,95 | 0    |
|                                                                    | Nathalie Malmberg        | Parti socialiste              | 117   | 7,58  | 0    |
| La gauche du progrès social pour tous les territoires              |                          |                               | 117   | 7,58  | 0    |
|                                                                    | Cindy Demange            | Front national                | 84    | 5,44  | 0    |
| Bleu marine pour la défense de nos communes et de nos départements |                          |                               | 84    | 5,44  | 0    |
|                                                                    | James Pelle              | Parti communiste français     | 62    | 4,02  | 0    |
| Défendons nos communes                                             |                          |                               | 62    | 4,02  | 0    |
|                                                                    |                          |                               |       |       |      |
| Suffrages exprimés                                                 | Suffrages exprimés       | Suffrages exprimés            | 1 543 | 98,16 |      |
| Votes blancs                                                       | Votes blancs             | Votes blancs                  | 15    | 0,95  |      |
| Votes nuls                                                         | Votes nuls               | Votes nuls                    | 14    | 0,89  |      |
| Total                                                              | Total                    | Total                         | 1 572 | 100   | 3    |
| Abstention                                                         | Abstention               | Abstention                    | 31    | 1,93  |      |
| Inscrits / participation                                           | Inscrits / participation | Inscrits / participation      | 1 603 | 98,07 |      |

### Sénateurs élus
| Sénateur | Sénateur         | Parti |
| -------- | ---------------- | ----- |
|          | Françoise Férat  | UDI   |
|          | Yves Détraigne   | UDI   |
|          | René-Paul Savary | LR    |